# N.E.C. in het seizoen 1971/72
Het seizoen 1971/1972 was het 18e jaar in het bestaan van de Nijmeegse betaaldvoetbalclub N.E.C. De club kwam uit in de Nederlandse Eredivisie en eindigde daarin op de zevende plaats. Tevens deed de club mee aan het toernooi om de KNVB Beker, hierin werd in de kwartfinale verloren van Ajax (0–1).

## Wedstrijdstatistieken

### Eredivisie
|       | FC Den Bosch '67 | Ajax  | DWS   | Excelsior | Feyenoord | Go Ahead | FC Groningen | FC Den Haag-ADO | MVV   | NAC   | PSV   | Sparta | Telstar | FC Twente '65 | FC Utrecht | Vitesse | Volendam |
| ----- | ---------------- | ----- | ----- | --------- | --------- | -------- | ------------ | --------------- | ----- | ----- | ----- | ------ | ------- | ------------- | ---------- | ------- | -------- |
| Thuis | 0 – 1            | 1 – 0 | 3 – 1 | 1 – 0     | 1 – 2     | 3 – 0    | 0 – 0        | 1 – 0           | 0 – 0 | 1 – 0 | 1 – 0 | 1 – 2  | 2 – 1   | 0 – 2         | 3 – 1      | 2 – 0   | 2 – 0    |
| Uit   | 1 – 0            | 1 – 1 | 2 – 3 | 2 – 1     | 5 – 1     | 2 – 2    | 2 – 2        | 4 – 0           | 0 – 1 | 1 – 1 | 2 – 1 | 3 – 0  | 2 – 2   | 1 – 1         | 3 – 1      | 2 – 3   | 0 – 1    |

### KNVB Beker
| 1e ronde                                         | N.E.C.                              | 2 – 1 (1 – 0) | Roda JC         |
| 9 januari 1972 Plaats: Nijmegen Goffertstadion   | Cas Janssens 2' Frans Eggenkamp 60' |               | 52' John Meuser |
| 2e ronde                                         | N.E.C.                              | 1 – 0 (1 – 0) | NAC             |
| 10 februari 1972 Plaats: Nijmegen Goffertstadion | Frans Eggenkamp 33'                 |               |                 |
| Kwartfinale                                      | Ajax                                | 1 – 0 (0 – 0) | N.E.C.          |
| 29 maart 1972 Plaats: Amsterdam De Meer          | Piet Keizer 88'                     |               |                 |

## Statistieken N.E.C. 1971/1972

### Eindstand N.E.C. in de Nederlandse Eredivisie 1971 / 1972
| Stand | Gespeeld | Gewonnen | Gelijk | Verloren | Punten | Doelpunten voor | Doelpunten tegen |
| ----- | -------- | -------- | ------ | -------- | ------ | --------------- | ---------------- |
| 7e    | 34       | 15       | 8      | 11       | 38     | 43              | 43               |

### Topscorers
| #                    | Naam             | Goal |
| -------------------- | ---------------- | ---- |
| 1.                   | Cas Janssens     | 10   |
| 2.                   | Theo de Jong     | 5    |
| 2.                   | Frans Thijssen   | 5    |
| 4.                   | Frans Eggenkamp  | 4    |
| 4.                   | Piet Kamps       | 4    |
| 6.                   | Chris Kronshorst | 3    |
| 6.                   | Ad Mellaard      | 3    |
| 8.                   | Herbert Bönnen   | 1    |
| 8.                   | Jan van Deinsen  | 1    |
| 8.                   | Felix Muller     | 1    |
| 8.                   | Jos Peeters      | 1    |
| 8.                   | Jan Peters       | 1    |
| 8.                   | Miel Pijs        | 1    |
| 8.                   | Sije Visser      | 1    |
| Onbekende doelpunten |                  |      |
| –                    | Onbekend         | 2    |
| Totaal               | Totaal           | 43   |

| #      | Naam            | Goal |
| ------ | --------------- | ---- |
| 1.     | Frans Eggenkamp | 2    |
| 2.     | Cas Janssens    | 1    |
| Totaal | Totaal          | 3    |